# Cary Challenger
O Cary Challenger é um torneio tênis, que faz parte da série ATP Challenger Tour, realizado dede 2015, em piso duro, em Cary, Estados Unidos.

## Edições

### Simples
| Ano  | Campeões        | Finalistas       | Placar        | Ref   |
| ---- | --------------- | ---------------- | ------------- | ----- |
| 2018 | James Duckworth | Reilly Opelka    | 7–6(7–4), 6–3 |       |
| 2017 | Kevin King      | Cameron Norrie   | 6–4, 6–1      |       |
| 2016 | James McGee     | Ernesto Escobedo | 1–6, 6–1, 6–4 |       |
| 2015 | Dennis Novikov  | Ryan Harrison    | 6–4, 7–5      | [ 1 ] |

### Duplas
| Ano  | Campeões                                  | Finalistas                      | Placar                     | Ref   |
| ---- | ----------------------------------------- | ------------------------------- | -------------------------- | ----- |
| 2018 | Evan King Hunter Reese                    | Fabrice Martin Hugo Nys         | 6–4, 7–6(8–6)              |       |
| 2017 | Marcelo Arévalo Miguel Ángel Reyes-Varela | Miķelis Lībietis Dennis Novikov | 6–7(6–8), 7–6(7–1), [10–6] |       |
| 2016 | Philip Bester Peter Polansky              | Austin Krajicek Stefan Kozlov   | 6–2, 6–2                   |       |
| 2015 | Chase Buchanan Blaž Rola                  | Austin Krajicek Nicholas Monroe | 6–4, 6–7(5–7), [10–4]      | [ 2 ] |